# Coudray (Loiret)
Pour les articles homonymes, voir Coudray.
Coudray est une ancienne commune française située dans le département du  Loiret en région Centre-Val de Loire, devenue le 1er janvier 2016 une commune déléguée au sein de la commune nouvelle du Malesherbois.

## Géographie

### Localisation

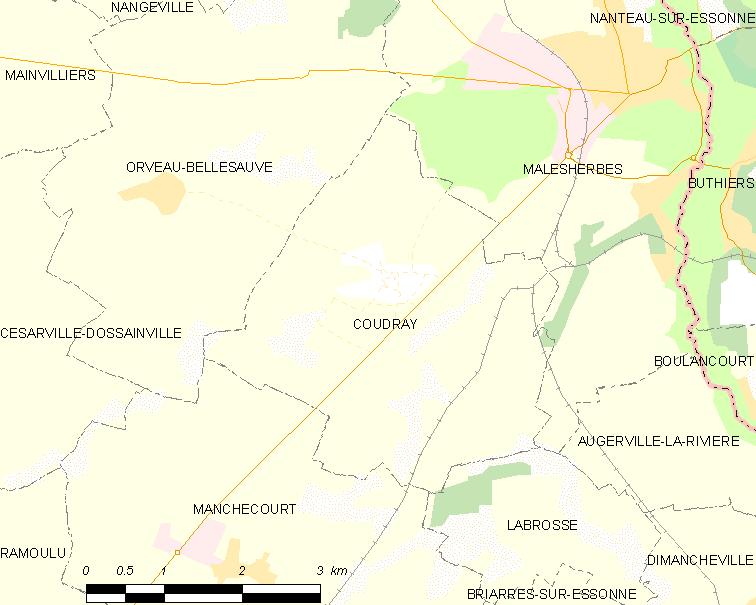
Carte de la commune de Coudray (Loiret) et des communes limitrophes

La commune de Coudray se trouve dans le quadrant nord du département du Loiret, dans la région agricole de la Beauce riche et l'aire urbaine de Paris.  À vol d'oiseau, elle se situe à 53,3 km  d'Orléans, préfecture du département, à 13,7 km de Pithiviers, sous-préfecture, et à 4,2 km de Malesherbes, ancien chef-lieu du canton dont dépendait la commune avant mars 2015. La commune fait partie du bassin de vie de Malesherbes.
Les communes les plus proches sont : Orveau-Bellesauve (3,1 km), Labrosse (3,7 km), Malesherbes (4,2 km), Manchecourt (4,3 km), Buthiers (4,7 km, en Seine-et-Marne), Boulancourt (5,2 km, en Seine-et-Marne), Nangeville (5,3 km), Augerville-la-Rivière (5,6 km), Nanteau-sur-Essonne (6,1 km) et Orville (6,2 km).
|                   |         | Malesherbes |
| Orveau-Bellesauve | Coudray |             |
| Manchecourt       |         | Labrosse    |

### Hydrographie
Aucun cours d'eau permanent n'est répertorié sur la commune.

### Milieux naturels et biodiversité

#### Zones nationales d'intérêt écologique, faunistique et floristique

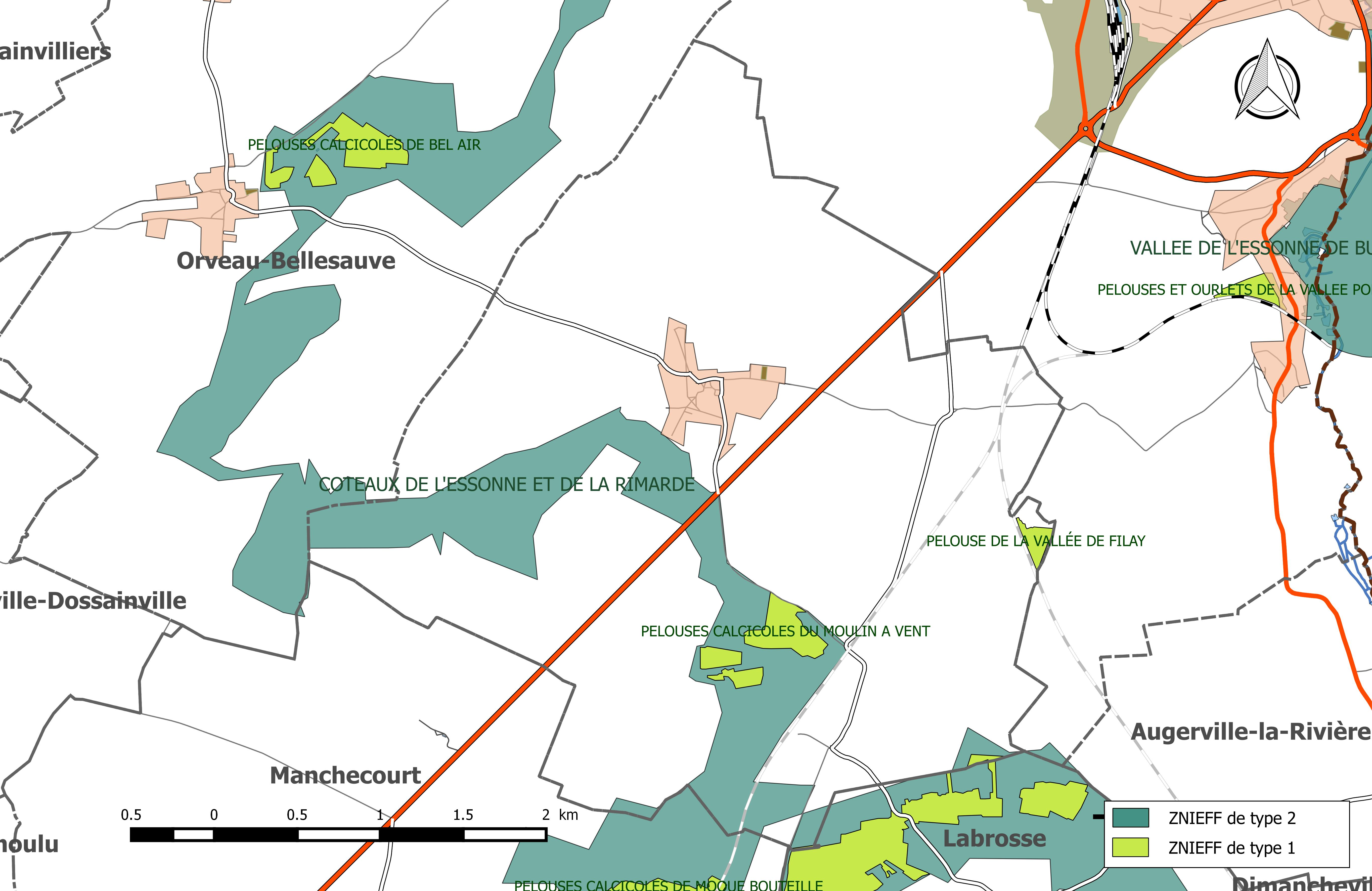
Carte des ZNIEFF de la commune et de ses abords.

L’inventaire des zones naturelles d'intérêt écologique, faunistique et floristique (ZNIEFF) a pour objectif de réaliser une couverture des zones les plus intéressantes sur le plan écologique, essentiellement dans la perspective d’améliorer la connaissance du patrimoine naturel national et de fournir aux différents décideurs un outil d’aide à la prise en compte de l’environnement dans l’aménagement du territoire. Le territoire communal de Coudray comprend quatre ZNIEFF.
La ZNIEFF, de deuxième génération et de type 2, dénommée « Coteaux de l'Essonne et de la Rimarde », d'une superficie de 1 812 hectares, s'étend sur 17 communes, dont Coudray dont elle occupe une bande située en partie centrale et est du territoire de la commune. Son altitude varie entre 90 et 140 m. Les coteaux de l'Essonne et de la Rimarde sont un des espaces les plus intéressants du Loiret sur le plan biologique et écologique et géologique, tant pour les habitats naturels et les espèces d'intérêt patrimonial qu'ils abritent que pour le rôle fonctionnel qu'ils jouent. Les éléments singuliers et typiques de la flore sont notamment l'aster amelle (station très localisée), le carex de Haller, le lin de Léon, la violette des rochers ou encore le petit pigamon.

Sélection de représentants de la flore de la ZNIEFF « Coteaux de l'Essonne et de la Rimarde ».
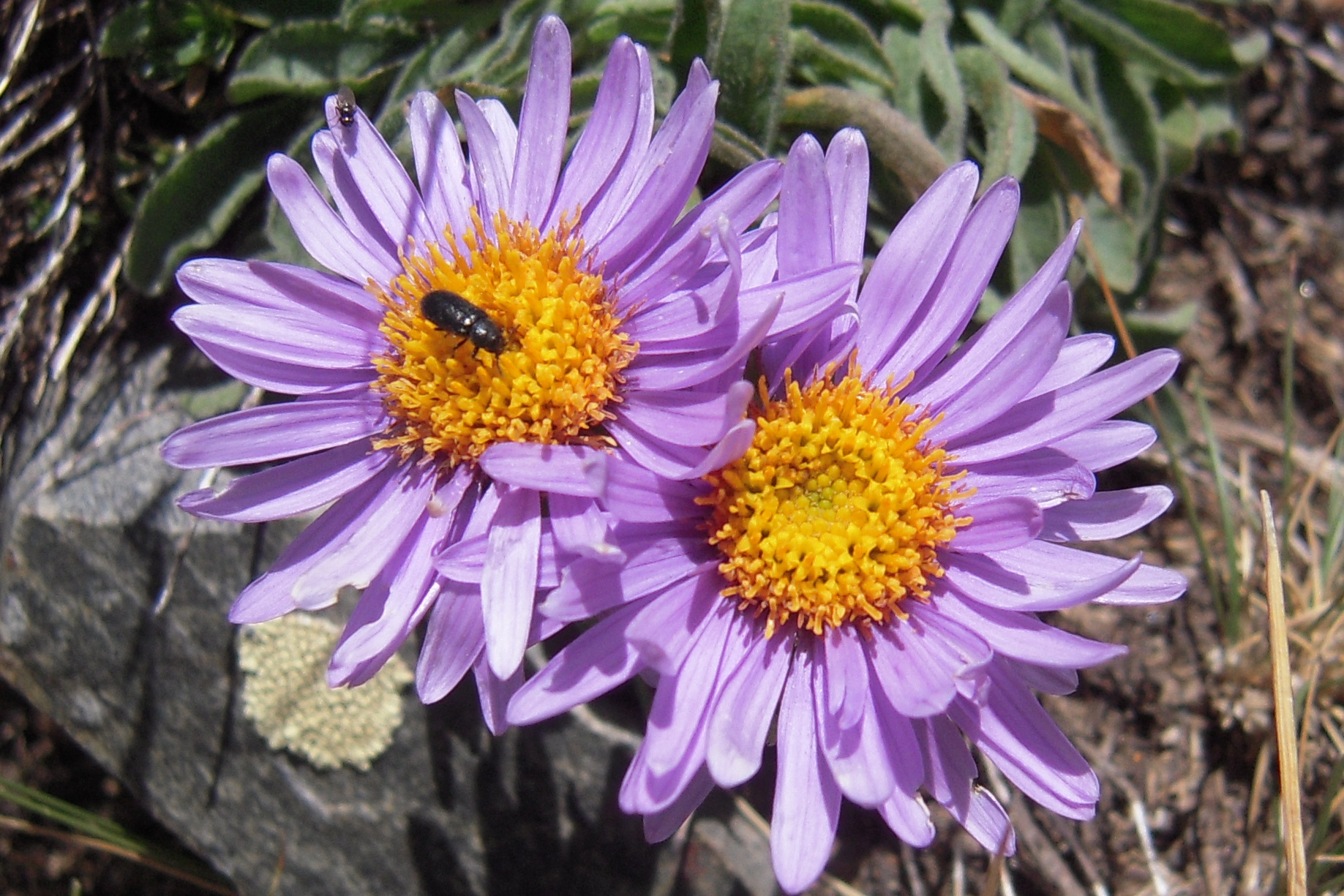
Aster amelle
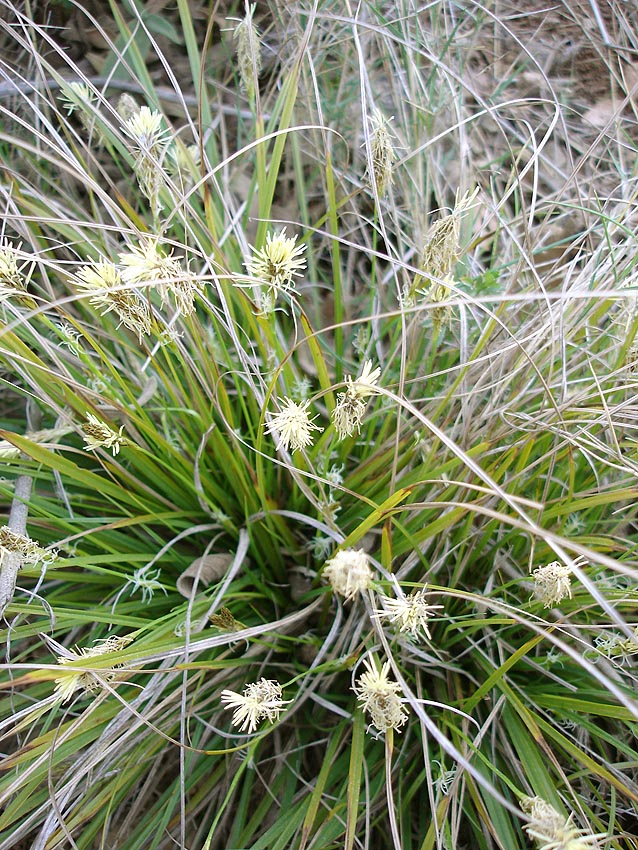
carex de Haller
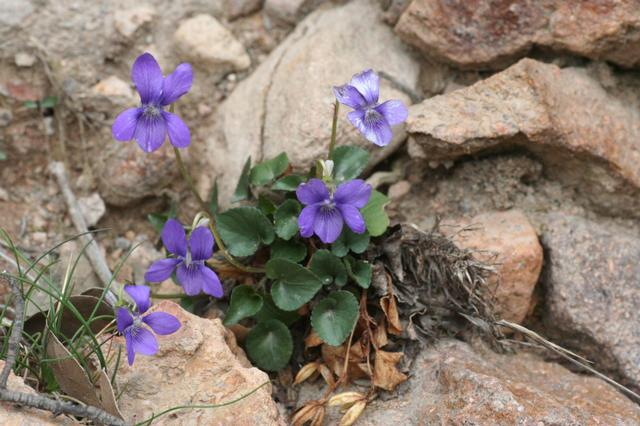
Violette des rochers
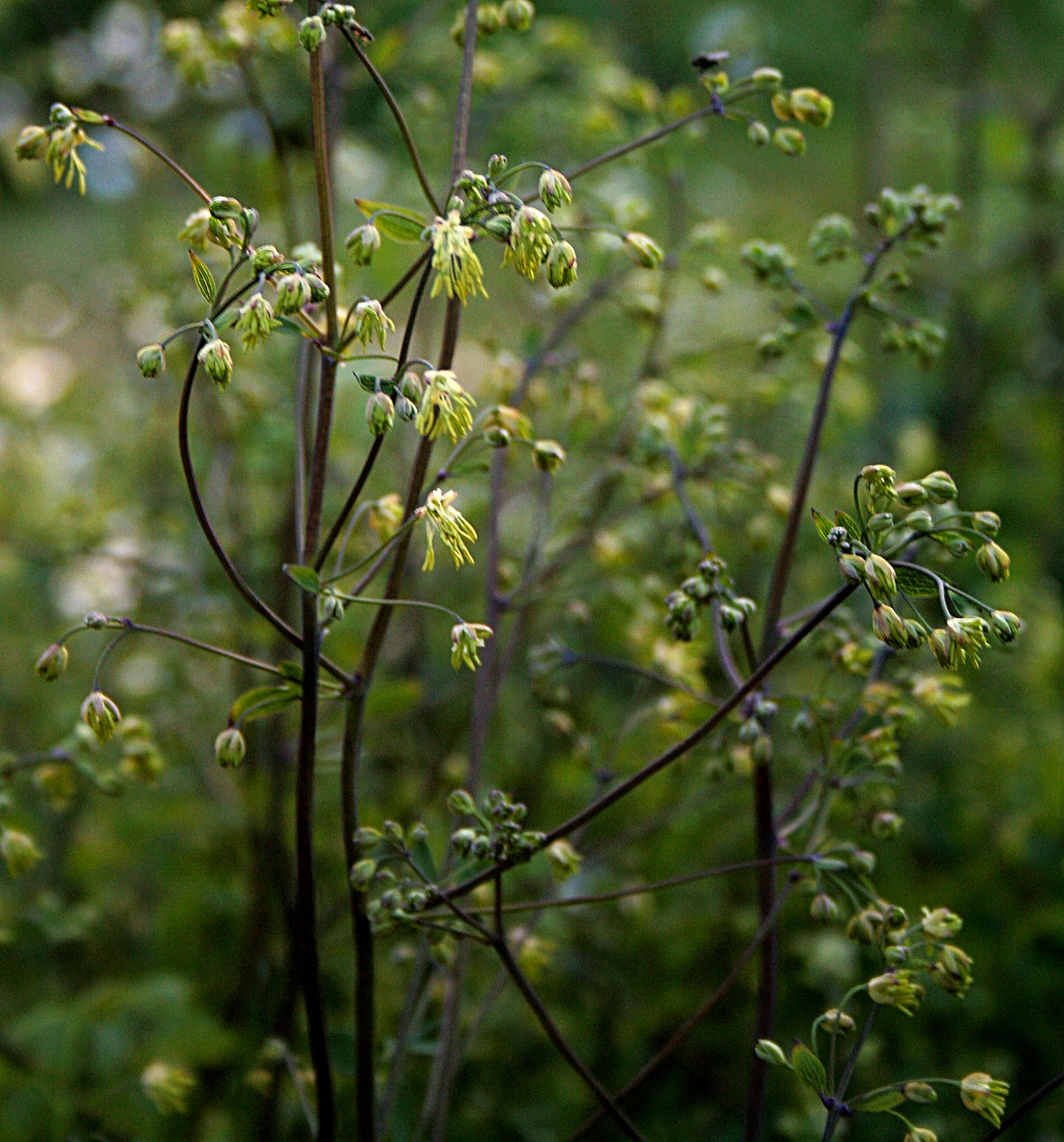
Petit pigamon

La ZNIEFF, de deuxième génération et de type 1, dénommée « Pelouse de la vallée de Filay », d'une superficie de 2,94 hectares, concerne deux communes, Malesherbes et Coudray. Pour Coudray, elle est située à 2 km à l'est du bourg, près d'une voie ferrée et d'une ancienne carrière. Son altitude varie entre 108 et 111 m. Il s'agit d'une pelouse méso-xérophile de belle étendue développée sur un plateau de calcaire du Gâtinais. Les milieux sont en bon état de conservation, le degré de fermeture étant modéré. On totalise 11 espèces floristiques déterminantes de ZNIEFF dont trois protégées au niveau régional (Epipactis rouge sombre (Epipactis atrorubens), Cardoncelle molle (Carduncellus mitissimus) et Orchis homme-pendu (Orchis anthropophora)) et 6 espèces d'insectes déterminants ZNIEFF. Cette pelouse présente une belle population d'Epipactis atrorubens et elle abrite notamment une population remarquable de
Zygaena fausta.
La ZNIEFF, de deuxième génération et de type 1, dénommée « Pelouses calcicoles du moulin à vent », d'une superficie de 12 hectares, 
se localise à un peu plus d'un kilomètre au sud du bourg de Coudray, au niveau des lieux-dits "Le Moulin à Vent" et "La Montagne de Villiers Martin", sur un coteau exposé au Sud-Est. Son altitude varie entre 110 et 130 m. Il s'agit de trois pelouses calcaires appartenant à l'ensemble des affleurements calcicoles de la cuesta beauceronne (vallées de l'Essonne) et plus particulièrement aux coteaux des environs de Malesherbes (Orveau-Bellesauve, Coudray, Malesherbes, Nangeville).
La ZNIEFF, de deuxième génération et de type 1, dénommée « Pelouses calcicoles du vieux clos », d'une superficie de 46,77 hectares, 
s'étend sur deux communes : Labrosse et Coudray. Elle se trouve à environ 500 mètres au nord du bourg de Labrosse. Son altitude varie entre 120 et 130 m. Cette zone se distingue par son étendue et sa diversité floristique, malgré la fragmentation des milieux ouverts. On notera la présence du Polygale du calcaire (Polygala calcarea), de l'anémone pulsatille (Pulsatilla vulgaris) et surtout du Lin des Anglais (Linum leonii). Plusieurs messicoles des sols calcaires sont aussi à signaler dont le Caucalis à fruits plats (Caucalis platycarpos) ou le Silène de nuit (Silene noctiflora).

#### Zone Natura 2000
La commune de Coudray est intégrée depuis 2004 au réseau Natura 2000. Le site « Vallée de l'Essonne et vallons voisins », qui concerne 19 communes du Loiret, est en effet déclaré site d'importance communautaire (SIC) au titre de la directive directive habitats (92/43/CEE) le 7 décembre 2004 puis zone spéciale de conservation (ZSC) le 29 novembre 2011,.
Le site, très éclaté, se compose d’une multitude d’îlots plus ou moins isolés, qui se répartissent sur une  surface de plus de 60 000 hectares, entre la vallée de la Juine à l’ouest et la vallée de l’Essonne à  l’est, dans la petite région naturelle du Pithiverais. Le site lui-même ne couvre qu’une surface de 969 hectares. Il s’agit d’un ensemble formé par les coteaux et les vallées qui constituent l’entité la plus étendue et la plus remarquable du Loiret au titre de la flore calcicole. On recense plusieurs espèces végétales en limite de leur aire de répartition (cardoncelle douce, baguenaudier). Les fonds de vallée de la ZSC renferment plusieurs vastes mégaphorbiaies et stations marécageuses. Outre les espèces thermophiles des pelouses, sont intégrées au site des espèces est-européennes également en limite d’aire de répartition comme l’inule hérissée et les pétasites. De manière complémentaire dans l’intérêt floristique, un très important cortège mycologiques, lichenique et entomologique a été identifié.
Selon le FSD (Formulaire Standard des Données), le site Natura 2000 est occupé par une diversité d’habitats inscrits a l’annexe 1, dont on retiendra tout particulièrement les pelouses sèches seminaturelles  et faciès d’embroussaillement sur calcaire. La présence de populations d'espèces d'insectes inscrites à l’annexe II de la directive 92/43/CEE comme le lucane cerf-volant (Lucanus cervus) ou l'écaille chinée (Euplagia quadripunctaria) et de poissons comme le chabot commun (Cottus gobio), la bouvière (Rhodeus amarus ) ou la lamproie de Planer (Lampetra planeri) caractérisent le site.
Le secteur de Coudray comprend plusieurs noyaux du site Natura 2000 constitués de pelouses sèches sur calcaire,.

Sélection de représentants de la faune de la zone Natura 2000 « Vallée de l'Essonne et vallons voisins ».
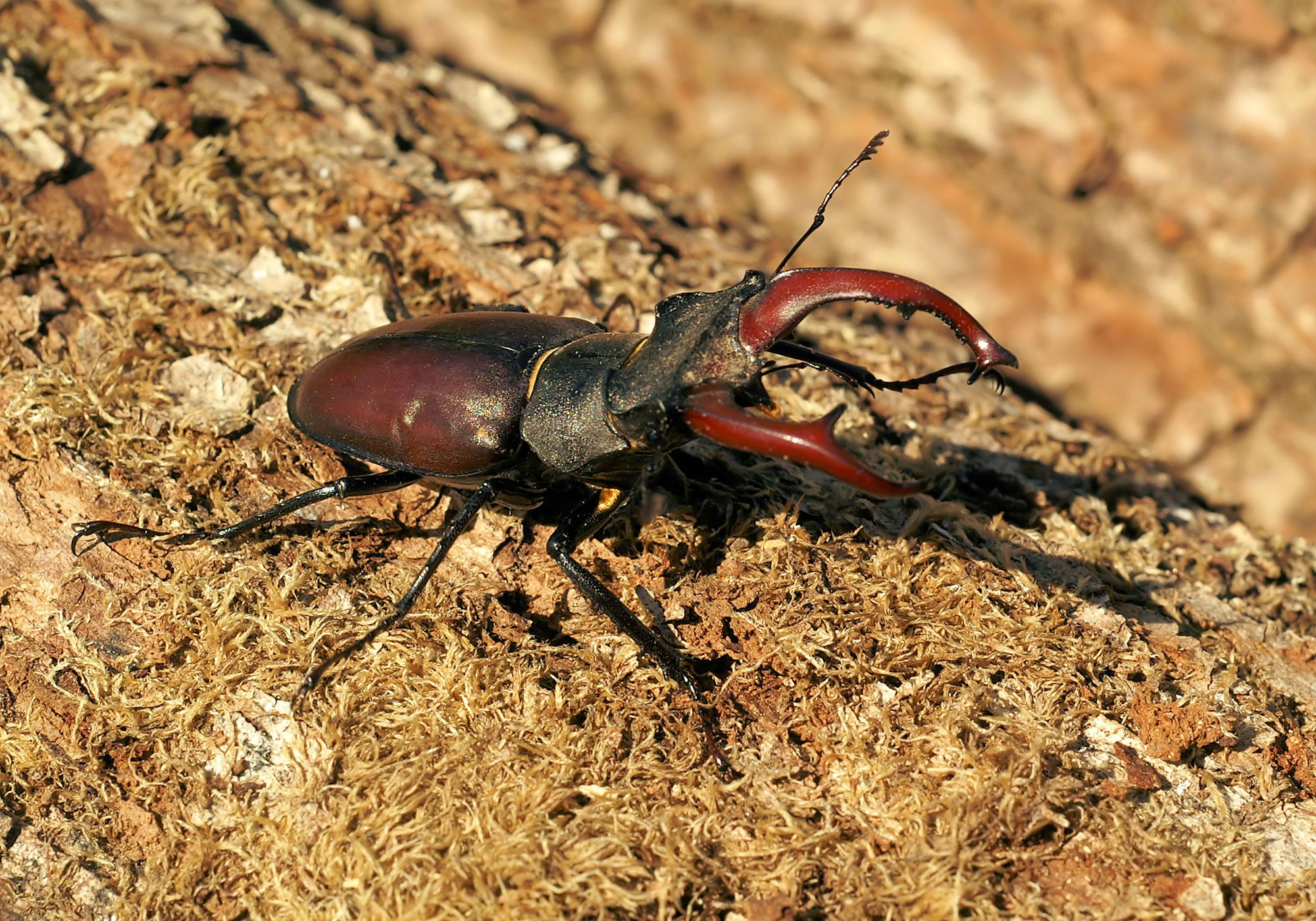
Lucane cerf-volant
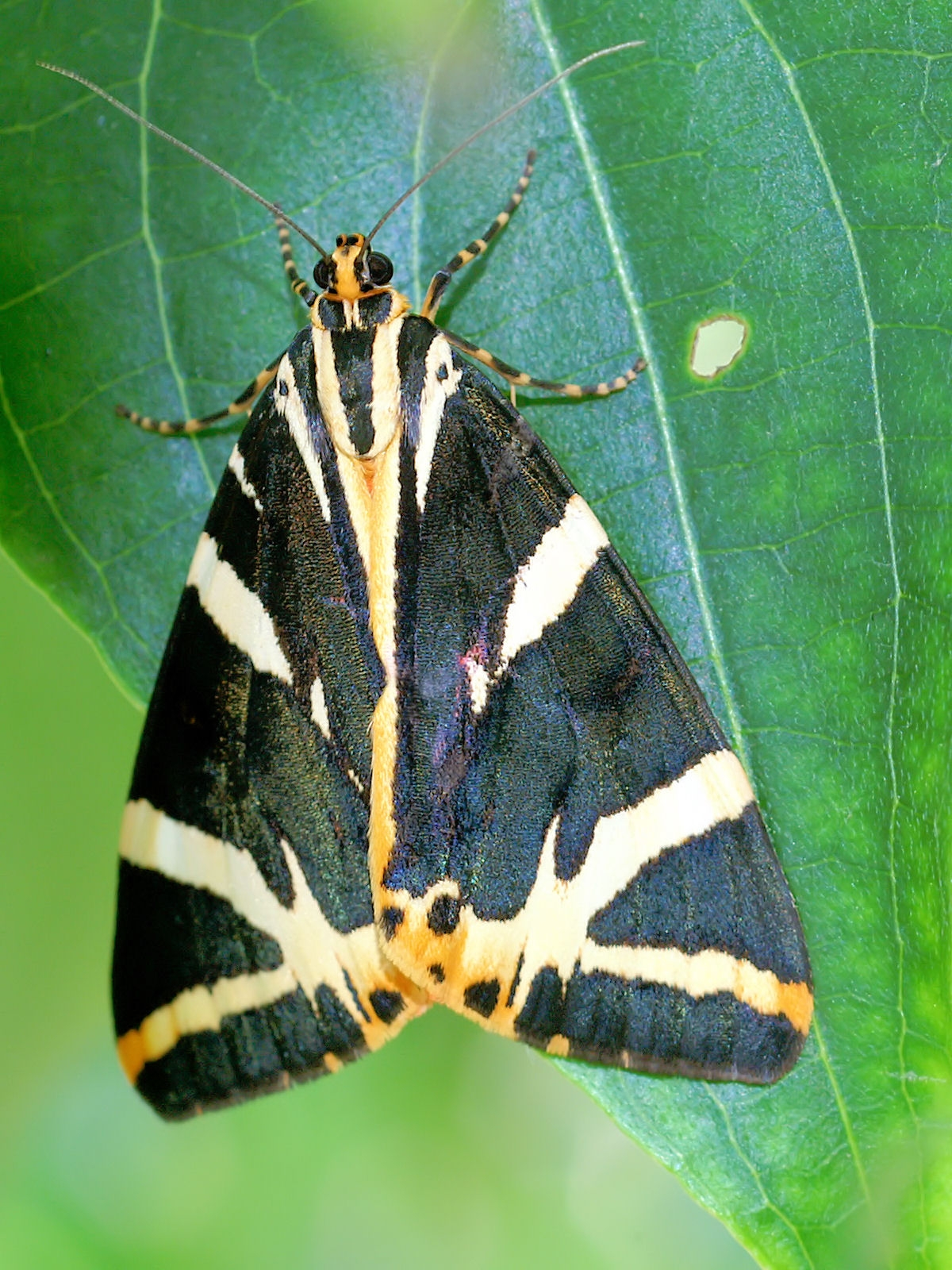
Écaille chinée
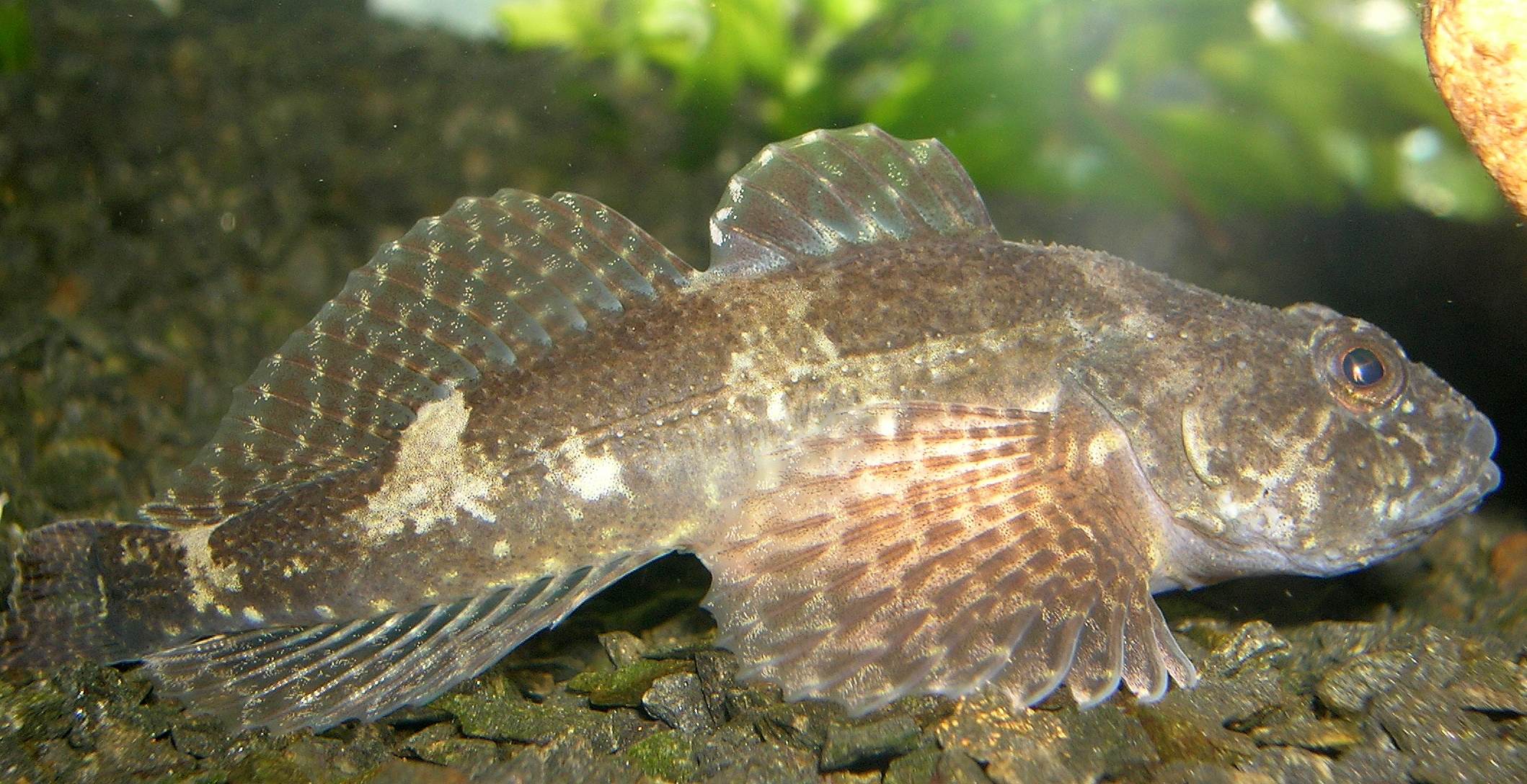
Chabot commun
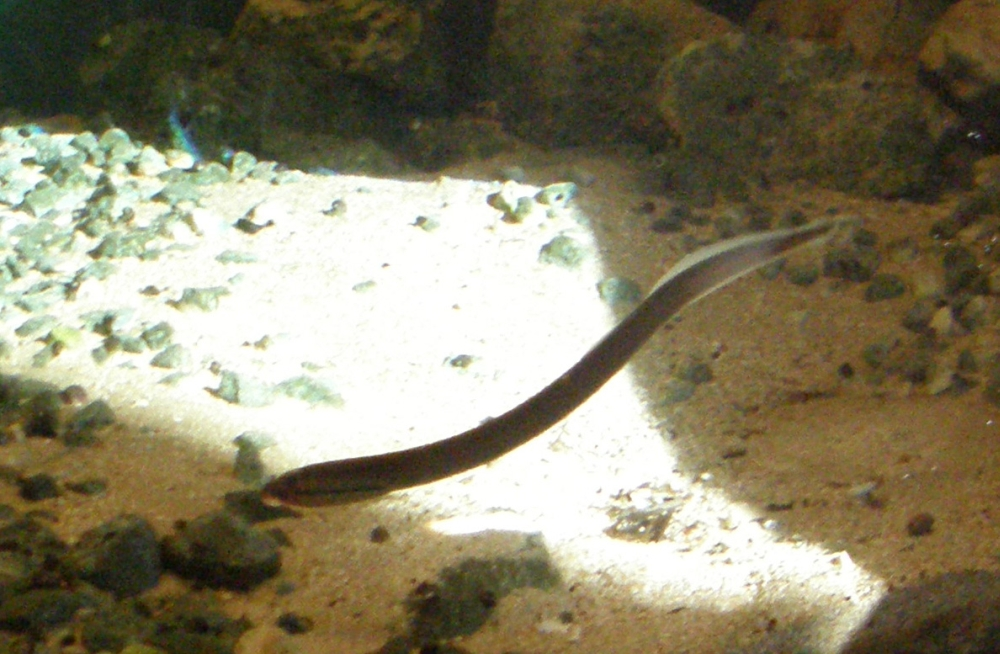
Lamproie de Planer

## Toponymie
Le Coudray vient de coudrier, rappelant probablement la présence d'une plantation de noisetiers au niveau du bourg primitif.

## Politique et administration

### Découpage territorial

#### Bloc communal: Commune et intercommunalités
La paroisse de Coudray acquiert le statut de municipalité avec le  décret du 12 novembre 1789 de l'Assemblée Nationale puis celui de « commune », au sens de l'administration territoriale actuelle, par le décret de la Convention nationale du 10 brumaire an II (31 octobre 1793). Il faut toutefois attendre la loi du 5 avril 1884 sur l'organisation municipale pour qu'un régime juridique uniforme soit défini pour toutes les communes de France, point de départ de l’affirmation progressive des communes face au pouvoir central.
La commune était membre de la Communauté de communes du Malesherbois depuis sa création le 23 septembre 2003 jusqu'à sa disparition le 31 décembre 2015, un établissement public de coopération intercommunale issu de la transformation en communauté de communes du S.I.Vo.M de la Région de Malesherbes, créé en novembre 1972.

#### Circonscriptions de rattachement
La loi du 22 décembre 1789 divise le pays en 83 départements découpés chacun en six à neuf districts eux-mêmes découpés en cantons regroupant des communes. Les districts, tout comme les départements, sont le siège d’une administration d’État et constituent à ce titre des circonscriptions administratives. La commune de Coudray est alors incluse dans le canton de Malesherbes, le district de Pithiviers et le département du Loiret.
La recherche d’un équilibre entre la volonté d’organiser une administration dont les cadres permettent l’exécution et le contrôle des lois d’une part, et la volonté d’accorder une certaine autonomie aux collectivités de base (paroisses, bourgs, villes) d’autre part, s’étale de 1789 à 1838. Les découpages territoriaux évoluent ensuite au gré des réformes visant à décentraliser ou recentraliser l'action de l'État. La régionalisation fonctionnelle des services de l'État (1945-1971) aboutit à la création de régions. L'acte I de la décentralisation de 1982-1983 constitue une étape importante en donnant l'autonomie aux collectivités territoriales, régions, départements et communes. L'acte II intervient en 2003-2006, puis l'acte III en 2012-2015.
Le tableau suivant présente les rattachements, au niveau infra-départemental, de la commune de Coudray aux différentes circonscriptions administratives et électorales ainsi que l'historique de l'évolution de leurs territoires.
| Circonscription             | Nom                | Période   | Type                         | Évolution du découpage territorial |
| --------------------------- | ------------------ | --------- | ---------------------------- | --- |
| District                    | Pithiviers         | 1790-1795 | Administrative               | La commune est rattachée au district de Pithiviers de 1790 à 1795,. La Constitution du 5 fructidor an III, appliquée à partir de vendémiaire an IV (1795) supprime les districts, rouages administratifs liés à la Terreur, mais maintient les cantons qui acquièrent dès lors plus d'importance. |
| Canton                      | Malesherbes        | 1790-1801 | Administrative et électorale | Le 10 février 1790, la municipalité de Coudray est rattachée au canton de Malesherbes. Les cantons acquièrent une fonction administrative avec la disparition des districts en 1795. |
| Canton                      | Malesherbes        | 1801-2015 | Administrative et électorale | Sous le Consulat, un redécoupage territorial visant à réduire le nombre de justices de paix ramène le nombre de cantons dans le Loiret de 59 à 31. Coudray est alors rattachée par arrêté du 9 vendémiaire an X (30 septembre 1801) au canton de Malesherbes,. |
| Canton                      | Malesherbes        | 2015-     | Électorale                   | La loi du 17 mai 2013 et ses décrets d'application publiés en février et mars 2014 introduisent un nouveau découpage territorial pour les élections départementales. La commune est alors rattachée au nouveau canton de Malesherbes. Depuis cette réforme, plus aucun service de l'État n'exerce sa compétence sur un territoire s'appuyant sur le nouveau découpage cantonal. Le canton a disparu en tant que circonscription administrative de l'État ; il est désormais uniquement une circonscription électorale destinée à l'élection d'un binôme de conseillers départementaux siégeant au conseil départemental. |
| Arrondissement              | Pithiviers         | 1801-1926 | Administrative               | Coudray est rattachée à l'arrondissement de Pithiviers par arrêté du 9 vendémiaire an X (30 septembre 1801),. |
| Arrondissement              | Orléans            | 1926-1942 | Administrative               | Sous la Troisième République, en raison d'un endettement considérable et de l'effort nécessaire pour la reconstruction post-Première Guerre mondiale, la France traverse une crise financière. Pour réduire les dépenses de l’État, Raymond Poincaré fait voter plusieurs décrets-lois réformant en profondeur l’administration française : 106 arrondissements sont ainsi supprimés, dont ceux de Gien et de Pithiviers dans le Loiret par décret du 10 septembre 1926. Coudray est ainsi transférée de l'arrondissement de Pithiviers à celui d'Orléans,.                                                              |
| Arrondissement              | Pithiviers         | 1942-     | Administrative               | La loi du 1er juin 1942 rétablit l'arrondissement de Pithiviers. Coudray est alors à nouveau rattachée à l'arrondissement de Pithiviers. |
| Circonscription législative | 5e circonscription | 2010-     | Électorale                   | Lors du découpage législatif de 1986, le nombre de circonscriptions législatives passe dans le Loiret de 4 à 5. Un nouveau redécoupage intervient en 2010 avec la loi du 23 février 2010. En attribuant un siège de député « par tranche » de 125 000 habitants, le nombre de circonscriptions par département varie désormais de 1 à 21,. Dans le Loiret, le nombre de circonscriptions passe de cinq à six. La réforme n'affecte pas Coudray qui reste rattachée à la cinquième circonscription. |

#### Collectivités de rattachement
La commune de Coudray est rattachée au département du Loiret et à la région Centre-Val de Loire, à la fois circonscriptions administratives de l'État et collectivités territoriales.

### Politique et administration municipales

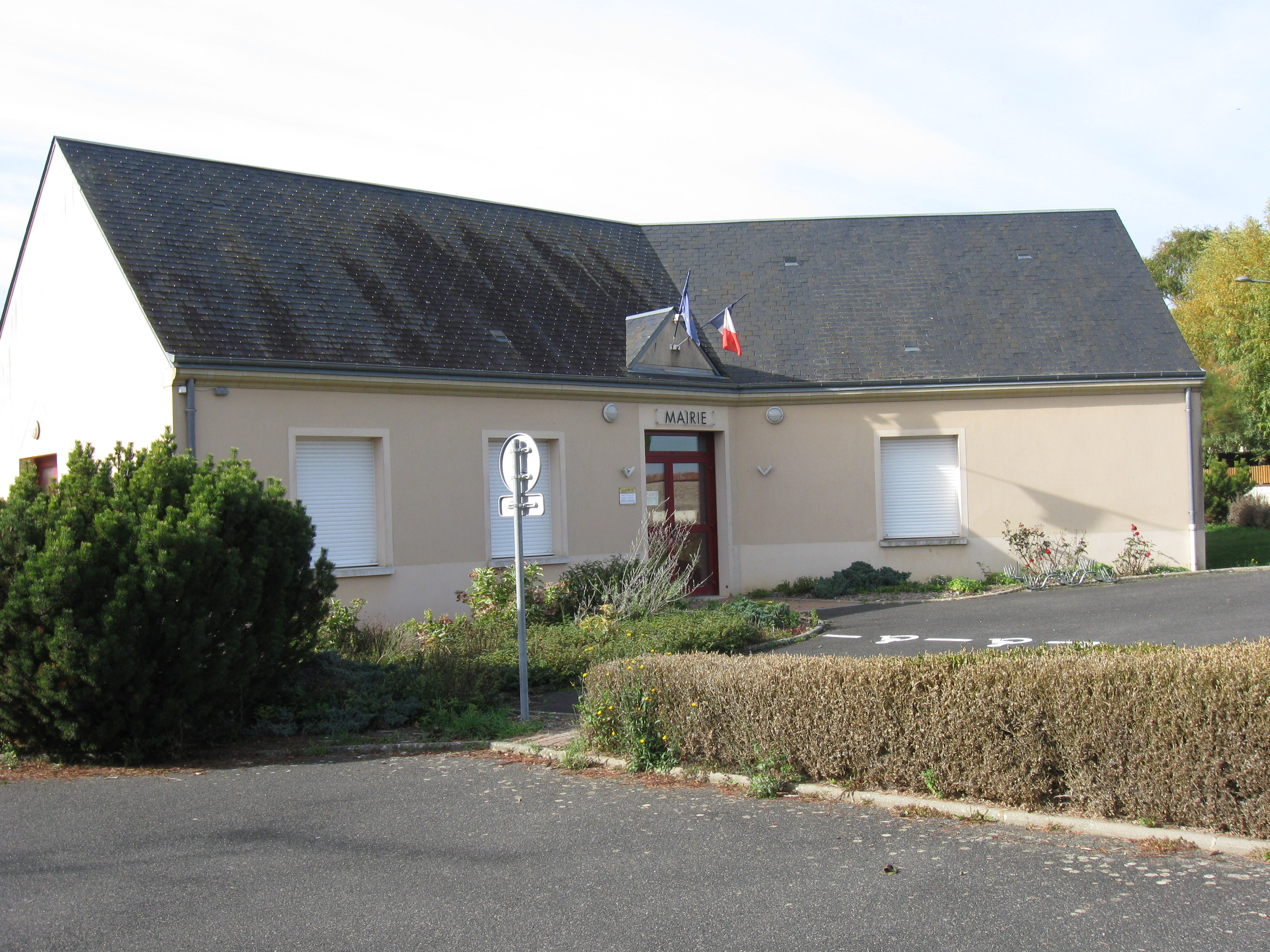
La mairie annexe de Coudray.

#### Conseil municipal et maire
Depuis les élections municipales de 2014, le conseil municipal  de Coudray, commune de moins de 1 000 habitants, est élu au scrutin majoritaire plurinominal à deux tours, les électeurs pouvant modifier les listes, panacher, ajouter ou supprimer des candidats sans que le vote soit nul,  pour un mandat de six ans renouvelable. Il est composé de 11 membres . L'exécutif communal, est constitué par le maire, élu par le conseil municipal, parmi ses membres, pour un mandat de six ans, c'est-à-dire pour la durée du mandat du conseil.
En janvier 2016, Coudray devient Commune déléguée de la Commune nouvelle de Le Malesherbois .
| Période                                  | Période       | Identité       | Étiquette | Qualité            |
| ---------------------------------------- | ------------- | -------------- | --------- | ------------------ |
| Les données manquantes sont à compléter. |               |                |           |                    |
| mars 2001                                | mars 2008     | Daniel Bercher |           | Agriculteur        |
| mars 2008                                | décembre 2015 | Denis Gaucher  |           | ingénieur agronome |

### Politique de développement durable
La commune a engagé dans une politique de développement durable en lançant une démarche d'Agenda 21 en 2008.

## Démographie
L'évolution du nombre d'habitants est connue à travers les recensements de la population effectués dans la commune depuis 1793. À partir du 1er janvier 2009, les populations légales des communes sont publiées annuellement dans le cadre d'un recensement qui repose désormais sur une collecte d'information annuelle, concernant successivement tous les territoires communaux au cours d'une période de cinq ans. 
Pour les communes de moins de 10 000 habitants, une enquête de recensement portant sur toute la population est réalisée tous les cinq ans, les populations légales des années intermédiaires étant quant à elles estimées par interpolation ou extrapolation. Pour la commune, le premier recensement exhaustif entrant dans le cadre du nouveau dispositif a été réalisé en 2006,.
En 2013, la commune comptait 384 habitants, en évolution de −7,69 % par rapport à 2008 (Loiret : +2,48 %, France hors Mayotte : +2,49 %).
| 1793 | 1800 | 1806 | 1821 | 1831 | 1836 | 1841 | 1846 | 1851 |
| ---- | ---- | ---- | ---- | ---- | ---- | ---- | ---- | ---- |
| 389  | 424  | 348  | 368  | 396  | 386  | 396  | 366  | 312  |

| 1856 | 1861 | 1866 | 1872 | 1876 | 1881 | 1886 | 1891 | 1896 |
| ---- | ---- | ---- | ---- | ---- | ---- | ---- | ---- | ---- |
| 310  | 311  | 300  | 285  | 290  | 286  | 313  | 306  | 304  |

| 1901 | 1906 | 1911 | 1921 | 1926 | 1931 | 1936 | 1946 | 1954 |
| ---- | ---- | ---- | ---- | ---- | ---- | ---- | ---- | ---- |
| 338  | 313  | 273  | 255  | 251  | 253  | 243  | 257  | 245  |

| 1962 | 1968 | 1975 | 1982 | 1990 | 1999 | 2006 | 2011 | 2013 |
| ---- | ---- | ---- | ---- | ---- | ---- | ---- | ---- | ---- |
| 207  | 224  | 222  | 249  | 318  | 366  | 415  | 398  | 384  |

## Culture locale et patrimoine

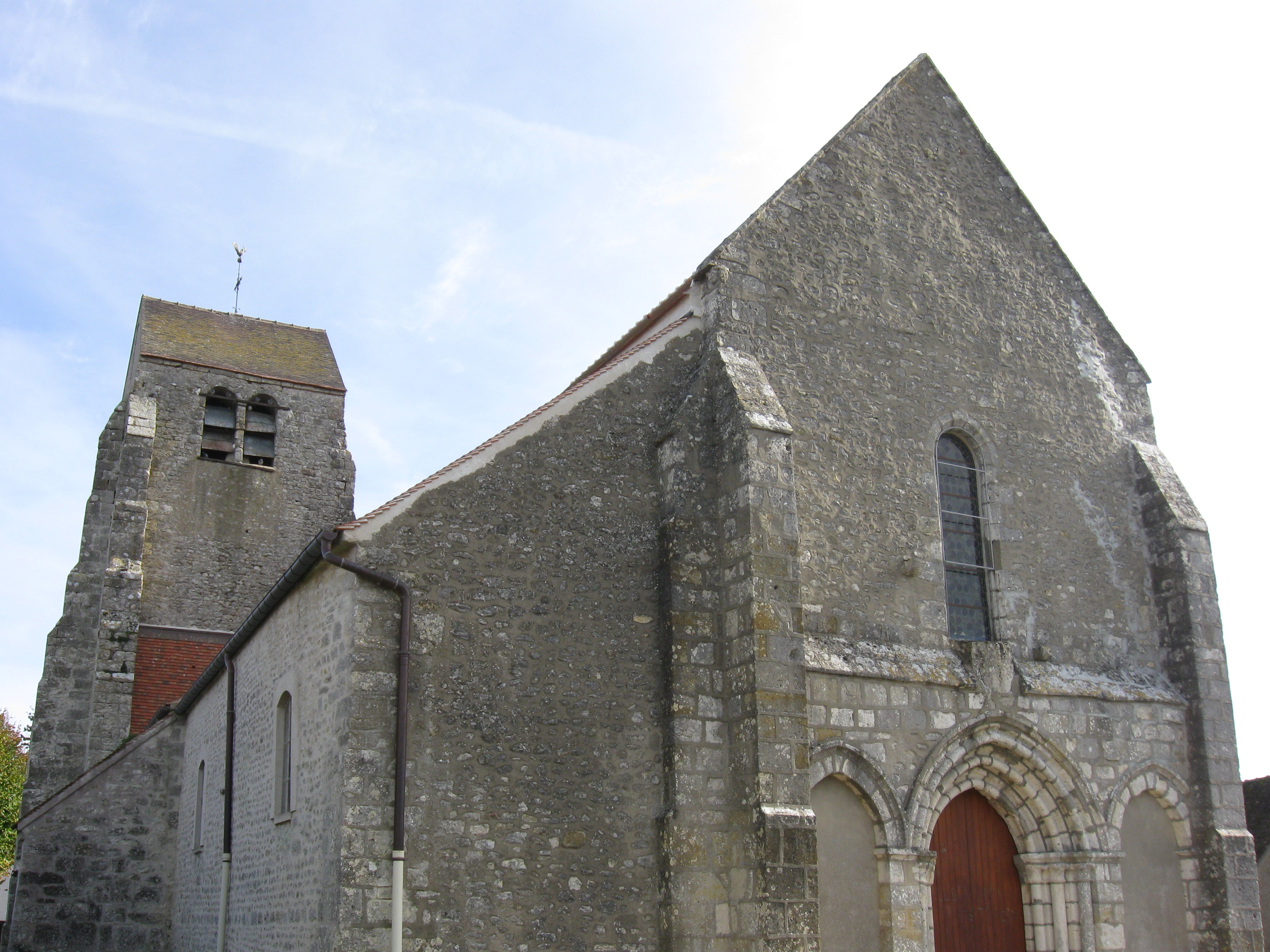
L'église.

### Lieux et monuments
Dans l'église de Coudray se trouve
- la dalle funéraire de Louis de Barville et de Jacquette de Longueau, sa femme du XVIe siècle qui fait l’objet d’un classement au titre objet des monuments historiques depuis le 5 décembre 1908[60].
- la dalle funéraire de Guillaume de Barville et de Isabeau de Duys, sa femme du 1er quart du XVIe siècle qui fait l’objet d’un classement au titre objet des monuments historiques depuis le 5 décembre 1908[61].